# Температура кипіння
Температу́ра (то́чка) кипі́ння і конденса́ції ( англ. boiling point; нім. Siedetemperatur f) — температура, при якій пружність насиченої пари дорівнює зовнішньому тискові; при досягненні цієї температури рідина починає кипіти. Температура кипіння відповідає температурі насиченої пари над плоскою поверхнею рідини, що кипить, бо сама рідина завжди дещо перегріта відносно температури кипіння.
Відповідно до рівняння Клапейрона-Клаузіуса з ростом тиску температура кипіння збільшується, а зі зменшенням тиску температура кипіння відповідно зменшується:
{\displaystyle T_{boil}=\left({\frac {1}{T_{boil.atm}}}-{\frac {R\cdot \ln(P/P_{atm})}{\Delta H_{boil}\cdot M}}\right)^{-1}},
де {\displaystyle T_{boil.atm}} — температура кипіння при атмосферному тиску, K,
{\displaystyle \Delta H_{boil}} — питома теплота випаровування, Дж/кг,
{\displaystyle M} — молярна маса, кг/моль,
{\displaystyle R} — універсальна газова стала.
Граничною температурою кипіння є критична температура речовини, коли температура, при якій густина і тиск насиченої пари стають максимальними, а густина рідини, що перебуває у динамічній рівновазі з парою, стає мінімальною.
Температура кипіння при атмосферному тиску наводиться зазвичай, як одна з основних фізичних властивостей хімічно чистої речовини.
Температура кипіння води залежно від тиску:
| Тиск (атм) | Темп. °C | Тиск (атм) | Темп. °C |
| ---------- | -------- | ---------- | -------- |
| 0.01       | 6.698    | 1.5        | 110.79   |
| 0.02       | 17.20    | 2.0        | 119.62   |
| 0.04       | 28.64    | 2.5        | 126.79   |
| 0.1        | 45.45    | 3.0        | 132.88   |
| 0.2        | 59.67    | 4.0        | 142.92   |
| 0.3        | 68.68    | 5.0        | 151.11   |
| 0.4        | 75.42    | 6.0        | 158.08   |
| 0.5        | 80.86    | 7.0        | 164.17   |
| 0.6        | 85.45    | 8.0        | 169.61   |
| 0.7        | 89.45    | 9.0        | 174.53   |
| 0.8        | 92.99    | 10.0       | 179.04   |
| 0.9        | 96.18    | 20.0       | 211.38   |
| 1.0        | 99.09    | 25.0       | 222.90   |
| 1.033      | 100.0    | 50.0       | 262.70   |
|            |          | 100.0      | 309.53   |